# П'єрлуїджі Казірагі
П'єрлуїджі Казірагі (італ. Pierluigi Casiraghi, * 4 березня 1969, Монца) — італійський футболіст, нападник. По завершенні ігрової кар'єри — футбольний тренер.
Як гравець насамперед відомий виступами за клуби «Ювентус» та «Лаціо», а також національну збірну Італії.
Дворазовий володар Кубка Італії. Дворазовий володар Кубка УЄФА. Володар Суперкубка УЄФА.

## Клубна кар'єра
Вихованець футбольної школи клубу «Монца» з рідного міста. Дорослу футбольну кар'єру розпочав 1985 року в основній команді того ж клубу, в якій провів чотири сезони, взявши участь у 94 матчах чемпіонату.
Своєю грою за цю команду привернув увагу представників тренерського штабу клубу «Ювентус», до складу якого приєднався 1989 року. Відіграв за «стару синьйору» наступні чотири сезони своєї ігрової кар'єри. Більшість часу, проведеного у складі «Ювентуса», був основним гравцем атакувальної ланки команди. За цей час виборов титул володаря Кубка Італії, ставав володарем Кубка УЄФА (двічі).
1993 року уклав контракт з клубом «Лаціо», у складі якого провів наступні п'ять років своєї кар'єри гравця. Граючи у складі «Лаціо» також здебільшого виходив на поле в основному складі команди. За цей час додав до переліку своїх трофеїв ще один титул володаря Кубка Італії.
Завершив професійну ігрову кар'єру в англійському клубі «Челсі», за команду якого виступав протягом 1998—2000 років. З лондонською командою вигравав Кубок Англії та Суперкубок УЄФА.

## Виступи за збірні
Протягом 1988—1990 років залучався до складу молодіжної збірної Італії. На молодіжному рівні зіграв у 7 офіційних матчах, забив 1 гол.
1991 року дебютував в офіційних матчах у складі національної збірної Італії. Протягом кар'єри у національній команді, яка тривала 8 років, провів у формі головної команди країни 44 матчі, забивши 13 голів.
У складі збірної був учасником чемпіонату світу 1994 року у США, де разом з командою здобув «срібло», а також чемпіонату Європи 1996 року в Англії.

## Кар'єра тренера
Розпочав тренерську кар'єру невдовзі по завершенні кар'єри гравця, 2001 року як тренер молодіжної команди клубу «Монца».
В подальшому очолював команду клубу «Леньяно».
Наразі останнім місцем тренерської роботи була молодіжна збірна Італії, яку П'єрлуїджі Казірагі очолював як головний тренер протягом 2006—2010 років.
| Дата       | Місто             | Господарі            | Результат | Гості             | Турнір             | Голи | Примітки |
| ---------- | ----------------- | -------------------- | --------- | ----------------- | ------------------ | ---- | -------- |
| 13/02/1991 | Терні             | Італія               | 0 – 0     | Бельгія           | товариський матч   | -    |          |
| 21/12/1991 | Фоджа             | Італія               | 2 – 0     | Кіпр              | Відбір до ЧЄ 1992  | -    |          |
| 19/02/1992 | Чезена            | Італія               | 4 – 0     | Сан-Марино        | товариський матч   | 1    |          |
| 25/03/1992 | Турин             | Італія               | 1 – 0     | Німеччина         | товариський матч   | -    |          |
| 31/05/1992 | Нью-Гейвен        | Італія               | 0 – 0     | Португалія        | USA Cup            | -    |          |
| 04/06/1992 | Бостон            | Італія               | 2 – 0     | Ірландія          | USA Cup            | -    |          |
| 06/06/1992 | Чикаго            | США                  | 1 – 1     | Італія            | USA Cup            | -    |          |
| 09/09/1992 | Ейндговен         | Нідерланди           | 2 – 3     | Італія            | товариський матч   | -    |          |
| 20/01/1993 | Флоренція         | Італія               | 2 – 0     | Мексика           | товариський матч   | -    |          |
| 24/02/1993 | Порту             | Португалія           | 1 – 3     | Італія            | Відбір до ЧС 1994  | 1    |          |
| 22/09/1993 | Таллінн           | Естонія              | 0 – 3     | Італія            | Відбір до ЧС 1994  | -    |          |
| 13/10/1993 | Рим               | Італія               | 3 – 1     | Шотландія         | Відбір до ЧС 1994  | 1    |          |
| 17/11/1993 | Мілан             | Італія               | 1 – 0     | Португалія        | Відбір до ЧС 1994  | -    |          |
| 16/02/1994 | Неаполь           | Італія               | 0 – 1     | Франція           | товариський матч   | -    |          |
| 23/03/1994 | Штутгарт          | Німеччина            | 2 – 1     | Італія            | товариський матч   | -    |          |
| 27/05/1994 | Парма             | Італія               | 2 – 0     | Фінляндія         | товариський матч   | 1    |          |
| 23/06/1994 | Нью-Йорк          | Італія               | 1 – 0     | Норвегія          | ЧС 1994 - 1-й етап | -    |          |
| 28/06/1994 | Вашингтон         | Італія               | 1 – 1     | Мексика           | ЧС 1994 - 1-й етап | -    |          |
| 13/07/1994 | Нью-Йорк          | Італія               | 2 – 1     | Болгарія          | ЧС 1994 - півфінал | -    |          |
| 07/09/1994 | Марибор           | Словенія             | 1 – 1     | Італія            | Відбір до ЧЄ 1996  | -    |          |
| 08/10/1994 | Таллінн           | Естонія              | 0 – 2     | Італія            | Відбір до ЧЄ 1996  | 1    |          |
| 16/11/1994 | Палермо           | Італія               | 1 – 2     | Хорватія          | Відбір до ЧЄ 1996  | -    |          |
| 21/12/1994 | Пескара           | Італія               | 3 – 1     | Туреччина         | товариський матч   | -    |          |
| 29/03/1995 | Київ              | Україна              | 0 – 2     | Італія            | Відбір до ЧЄ 1996  | -    |          |
| 26/04/1995 | Вільнюс           | Литва                | 0 – 1     | Італія            | Відбір до ЧЄ 1996  | -    |          |
| 19/06/1995 | Лозанна           | Швейцарія            | 0 – 1     | Італія            | товариський турнір | 1    |          |
| 21/06/1995 | Цюрих             | Італія               | 0 – 2     | Німеччина         | товариський турнір | -    |          |
| 15/11/1995 | Реджо-нель-Емілія | Італія               | 4 – 0     | Литва             | Відбір до ЧЄ 1996  | -    |          |
| 24/01/1996 | Терні             | Італія               | 3 – 0     | Уельс             | товариський матч   | 1    |          |
| 29/05/1996 | Кремона           | Італія               | 2 – 2     | Бельгія           | товариський матч   | -    |          |
| 01/06/1996 | Будапешт          | Угорщина             | 0 – 2     | Італія            | товариський матч   | 1    |          |
| 11/06/1996 | Ліверпуль         | Росія                | 1 – 2     | Італія            | ЧЄ 1996 - 1-й етап | 2    |          |
| 14/06/1996 | Ліверпуль         | Чехія                | 2 – 1     | Італія            | ЧЄ 1996 - 1-й етап | -    |          |
| 19/06/1996 | Манчестер         | Німеччина            | 0 – 0     | Італія            | ЧЄ 1996 - 1-й етап | -    |          |
| 05/10/1996 | Кишинів           | Молдова              | 1 – 3     | Італія            | Відбір до ЧС 1998  | 1    |          |
| 09/10/1996 | Перуджа           | Італія               | 1 – 0     | Грузія            | Відбір до ЧС 1998  | -    |          |
| 06/11/1996 | Сараєво           | Боснія і Герцеговина | 2 – 1     | Італія            | товариський матч   | -    |          |
| 22/01/1997 | Палермо           | Італія               | 2 – 0     | Північна Ірландія | товариський матч   | -    |          |
| 12/02/1997 | Лондон            | Англія               | 0 – 1     | Італія            | Відбір до ЧС 1998  | -    |          |
| 04/06/1997 | Нант              | Італія               | 0 – 2     | Англія            | товариський турнір | -    |          |
| 11/06/1997 | Париж             | Італія               | 2 – 2     | Франція           | товариський турнір | 1    |          |
| 10/09/1997 | Тбілісі           | Грузія               | 0 – 0     | Італія            | Відбір до ЧС 1998  | -    |          |
| 15/11/1997 | Неаполь           | Італія               | 1 – 0     | Росія             | Відбір до ЧС 1998  | 1    |          |
| 22/04/1998 | Парма             | Італія               | 3 – 1     | Парагвай          | товариський матч   | -    |          |
| Усього     |                   | Матчів (56 місце)    | 44        |                   | Голів (22 місце)   | 13   |          |

## Титули і досягнення
- Володар Кубка Італії (2):

«Ювентус»: 1989–90
«Лаціо»: 1997–98
- Володар Кубка Англії (1):

«Челсі»: 1999–00
- Володар Кубка УЄФА (2):

«Ювентус»: 1989–90, 1992–93
- Володар Суперкубка УЄФА (1):

«Челсі»: 1998
- Віце-чемпіон світу: 1994